# 庄內藩
庄内藩（日语：／ Shōnai han */?）是日本江戶時代的一個藩，位在出羽國田川郡庄内（現・山形縣鶴岡市），領地是現在的庄内地方，藩廳是鶴岡城。由譜代大名酒井氏統治。明治時代初頭改稱大泉藩（おおいずみはん）。支藩有大山藩和松山藩。

## 歷代藩主

左衛門尉酒井家家紋「丸片喰」

- 酒井家（左衛門尉酒井家）・譜代大名

1. 忠勝
2. 忠當
3. 忠義
4. 忠真
5. 忠寄
6. 忠溫
7. 忠德
8. 忠器
9. 忠發
10. 忠寬
11. 忠篤
12. 忠寶

## 關連小說
舊藩領内鶴岡市出身的小說家・藤澤周平有部分歷史小說取材自庄内藩的歷史。另外，藤澤周平的許多時代小說的舞台，架空的「海坂藩」也被視為以庄内藩為原型，例如『蟬時雨』等。

## 脚注
1. ↑  『藤沢周平作品ゆかりの地案内板』 （页面存档备份，存于） 山形県鶴岡市観光連盟 （页面存档备份，存于）

## 關連項目
- 清河八郎
- 南洲翁遺訓